# همدید
یک محدوده همدید فضای قابل مشاهده از یک نقطه معین در فضا است، که برای یک نقطه خاص تعریف می شود. محدوده همدید به طور طبیعی سه بعدی هستند ، اما ممکن است فقط در دو بعد مورد بررسی قرار بگیرند: یا در سطح افقی مانند پلان های معماری و شهرسازی یا در سایر سطوح عمودی که به آن محدوده سه بعدی همدید می گویند. هر نقطه از فضای فیزیکی دارای محدوده همدیدی است که با آن در ارتباط است.

محدوده همدید نسبت به یک نقطه

شکل مرز محدوده همدید ممکن است یک شکل مشخص باشد و یا ممکن است قسمتی از فضا را مشخص کند. اگر اتاق محدب باشد (مثلاً مستطیل یا دایره) ، آنگاه شکل هر محدوده همدید در آن اتاق یکسان است. و حجم آن در فضای سه بعدی محدوده فضای محدب و همدید یکسان است. با این حال اگر موقعیت نقطه مرجع تغییر کند باز محدوده همدید ثابت باقی می ماند. 
اگر در اتاقی غیر محدب محدوده همدید بررسی شود (به عنوان مثال ، یک اتاق L یا پارتیشن بندی شده) ، در آن صورت تعداد زیادی محدوده همدید وجود خواهند داشت که اندازه آن کمتر از کل اتاق است و شاید برخی از آن کل اتاق و بسیاری از آنها اشکال ناقصی از شکل اتاق باشد. شاید بسیاری از آنها منحصر به فرد باشند، بزرگ و کوچک ، باریک و گسترده ، محور و خارج از مرکز ، کل و خرد شده و غیره.
همچنین می توان به عنوان محدوده همدید به عنوان حجم فضا که توسط یک منبع نور روشن می شود فکر کرد.
از این مفهوم در زمینه معماری برای تجزیه و تحلیل ساختمانها و مناطق شهری استفاده می شود ، به طور معمول به عنوان یکی از روشهای مورد استفاده در نحو فضایی(Space Syntax) کاربرد دارد.

## See also
- Art gallery theorem
- Viewshed
- Visibility (geometry)
- Visibility polygon

## References
گسترش دهندگان ویکی‌پدیای انگلیسی en.wikipedia.org/wiki/Isovist